# Марк Річардсон
Марк Річардсон (англ. Mark Richardson; 1 жовтня 1986, м. Свіндон, Англія) — британський хокеїст, захисник. Виступає за «Кардіфф Девілс» у Британській елітній хокейній лізі.  
Виступав за «Свіндон Лінкс», «Брекнелл Біз», «Кардіфф Девілс», «Ноттінгем Пантерс», «Бейзінстоук Байсон».
У складі національної збірної Великої Британії учасник чемпіонатів світу 2007 (дивізіон I), 2009 (дивізіон I), 2010 (дивізіон I) і 2011 (дивізіон I). У складі молодіжної збірної Великої Британії учасник чемпіонатів світу 2003 (дивізіон II), 2004 (дивізіон II), 2005 (дивізіон I) і 2006 (дивізіон II). У складі юніорської збірної Великої Британії учасник чемпіонатів світу 2003 (дивізіон I) і 2004 (дивізіон II).